# Trumna pod sufitem
Trumna pod sufitem (org. A-Haunting We Will Go) – amerykański film komediowy z 1942 roku w reżyserii Alfreda L. Werkera. Jeden z ostatnich filmów z cyklu Flip i Flap.

## Fabuła
Stan i Oli – dwaj włóczędzy świeżo zwolnieni z aresztu, poszukując pracy i sposobu na szybkie opuszczenie miasta (są zagrożeni ponownym aresztowaniem), przyjmują propozycję eskortowania pociągiem trumny ze zwłokami do Dayton. Nie wiedzą, że zostali mimowolnie wciągnięci w intrygę gangsterów, która zmierza do skrytego wywiezienia z miasta ich kamrata. Po drodze, przez przypadek, trumna zostaje zamieniona na skrzynię z rekwizytami znanego iluzjonisty. Stan i Oli wzbudzają jego rozbawienie swoim fajtłapowatym zachowaniem. Postanawia zatrudnić ich jako asystentów, licząc na zyskanie przychylności publiczności. Podczas występu iluzjonisty, w wypełnionym po brzegi amfiteatrze spotykają się Stan i Oli, gangsterzy oraz przez przypadek agent FBI.

## Obsada aktorska
- Stan Laurel – Stan
- Oliver Hardy – Oli
- Harry August Jansen – magik Dante
- Sheila Ryan – Margo
- John Shelton – Tommy White
- Don Costello – Doc Lake
- Elisha Cook Jr. – Frank Lucas
- Edward Gargan – porucznik Foster
- Addison Richards – adwokat Malcolm Kilgore
- George Lynn – Darby Mason
- James Bush – Joe Morgan
- Lou Lubin – Dixie Beeler
- Robert Emmett Keane – Parker
- Richard Lane – Phillips
- Willie Best – Waiter
- Wade Boteler – policjant
- Terry Moore – młoda wielbicielka
- Les Clark – asystent magika Dante
- Frank Faylen – detektyw w pociągu
- Wilbur Mack – pasażer pociągu
- Eddy Waller – bagażowy Wilcox

i inni.